# NGC 4911
NGC 4911 ist eine Balken-Spiralgalaxie vom Hubble-Typ SBbc mit aktivem Galaxienkern im Sternbild Haar der Berenike am Nordsternhimmel. Sie ist schätzungsweise 357 Millionen Lichtjahre von der Milchstraße entfernt und hat einen Durchmesser von etwa 140.000 Lichtjahren. Vom Sonnensystem aus entfernt sich die Galaxie mit einer errechneten Radialgeschwindigkeit von näherungsweise 5.000 Kilometern pro Sekunde. 
Gemeinsam mit PGC 83751 bildet sie das Galaxienpaar Holm 499.
Das Objekt wurde am 11. April 1785 von dem deutsch-britischen Astronomen Friedrich Wilhelm Herschel entdeckt.

## Galaktisches Umfeld
| Nr. | Galaxie         | Alternativname            | Rek           | Dek           | Distanz/asec |
| --- | --------------- | ------------------------- | ------------- | ------------- | ------------ |
| →   | NGC 4911        | LEDA/PGC 44840            | 13h00m56.078s | +27d47m27.02s | 0            |
| 1   | LEDA/PGC 83751  | NGC 4911A                 | 13h00m54.118s | +27d47m01.40s | 36.40        |
| 2   | LEDA/PGC 44879  | CGCG 160-093              | 13h01m10.702s | +27d48m10.47s | 50.25        |
| 3   | LEDA/PGC 126750 | WISEA J130052.50+274817.7 | 13h00m52.498s | +27d48m17.89s | 69.30        |
| 4   | LEDA/PGC 44835  | WISEA J130054.77+275031.3 | 13h00m54.770s | +27d50m31.31s | 117.05       |
| 5   | LEDA/PGC 126751 | WISEA J130051.10+274434.5 | 13h00m51.100s | +27d44m34.80s | 184.57       |
| 6   | LEDA/PGC 44835  | WISEA J130054.77+275031.3 | 13h00m54.770s | +27d50m31.31s | 184.98       |
| 7   | LEDA/PGC 44879  | CGCG 160-093              | 13h01m10.702s | +27d48m10.47s | 199.10       |
| 8   | LEDA/PGC 44864  | CGCG 160-092              | 13h01m09.232s | +27d49m05.98s | 200.81       |
| 9   | LEDA/PGC 44879  | CGCG 160-093              | 13h01m10.702s | +27d48m10.47s | 208.28       |
| 10  | LEDA/PGC 126752 | 2MASX J13004540+2750076   | 13h00m45.384s | +27d50m07.85s | 213.86       |
| 11  | LEDA/PGC 126746 | WISEA J130111.22+274432.9 | 13h01m11.223s | +27d44m33.09s | 266.14       |
| 12  | NGC 4919        | LEDA/PGC 44885            | 13h01m17.592s | +27d48m32.73s | 293.18       |
| 13  | LEDA/PGC 83750  | 2MASX J13003334+2749266   | 13h00m33.362s | +27d49m27.37s | 324.41       |
| 14  | LEDA/PGC 44773  | 2MASX J13003251+2745576   | 13h00m32.512s | +27d45m58.16s | 324.88       |
| 15  | LEDA/PGC 126748 | WISEA J130104.82+275330.2 | 13h01m04.820s | +27d53m30.30s | 381.27       |